# شاهوانة
شاهوانة هي قرية في مقاطعة أشنوية، إيران. يقدر عدد سكانها بـ 672 نسمة بحسب إحصاء 2016.